# Effet Bohr

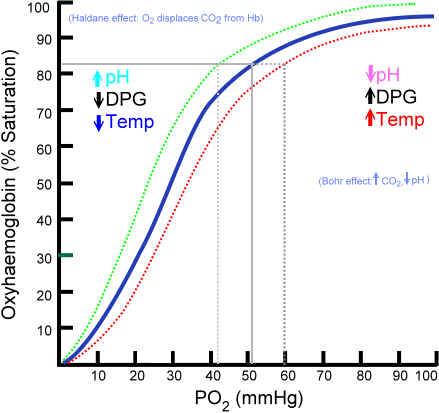
Modifications de la courbe de dissociation de l'hémoglobine. Le passage à la courbe pointillée rouge correspond à l'effet Bohr.

Pour les articles homonymes, voir Bohr.
 (janvier 2021).
Si vous disposez d'ouvrages ou d'articles de référence ou si vous connaissez des sites web de qualité traitant du thème abordé ici, merci de compléter l'article en donnant les références utiles à sa vérifiabilité et en les liant à la section « Notes et références ».
L'effet Bohr est la diminution de l'affinité de l'hémoglobine pour l'oxygène (O2) lors d'une augmentation de la pression partielle en dioxyde de carbone (CO2) ou d'une diminution de pH,.
Expérimentalement, cela se traduit, tous les autres paramètres étant fixés, par un décalage vers la droite de la courbe de saturation de l'hémoglobine. Il s'agit d'un effet allostérique. Cet effet fut identifié en 1904 par le physiologiste danois Christian Bohr, père du physicien Niels Bohr.

## Modèle moléculaire
La liaison de CO2 à un acide aminé de l'hémoglobine (Hb) entraîne une modification de sa conformation tridimensionnelle et une diminution de l'affinité pour O2. De plus, la conformation de l'hémoglobine dépend du pH, comme pour toutes les protéines.
CO2 + H2O {\displaystyle \rightleftharpoons } HCO3− + H+  et  HbO2 + H+ {\displaystyle \rightleftharpoons } HbH+ + O2
Le CO2 a une affinité plus grande pour l'Hb réduite. Il va donc se lier plus facilement à l'Hb, et ce au niveau d'un groupement amine selon
Hb-NH2 + CO2 {\displaystyle \rightleftharpoons } Hb-NH-COOH
L'effet Bohr a aussi comme facteur le 2-3-BPG (produit de la glycolyse) qui va se fixer à la chaîne bêta de l'hémoglobine entraînant ainsi une meilleure dissociation de Hb-O2. Ce phénomène étant diminué en cas d'acidose par inhibition de la glycolyse est surtout intéressant dans les hautes altitudes où la pression atmosphérique en oxygène est diminuée.

## Intérêt physiologique
La pression partielle en dioxyde de carbone est élevée au niveau des tissus. L'effet Bohr implique alors une libération optimale du dioxygène (O2) transporté par l'hémoglobine, dans les muscles lors des efforts physiques notamment.
L'augmentation de température du milieu et l'augmentation de la concentration en 2,3-diphosphoglycérate diminuent également l'affinité de l'hémoglobine pour O2, favorisant son relargage.